# Eckhard Maronn
Eckhard Maronn (* 26. April 1935 in Pölitz, Pommern, heute Police; † 10. Juni 2023) war ein deutscher Musiker, Toningenieur und Hochschullehrer.

## Leben
Eckhard Maronn stammte aus der Nähe von Stettin und wuchs hier bis zur Flucht und Vertreibung am Ende des Zweiten Weltkriegs auf. Seine ältere Schwester Kristin Maronn (1931–2023), verheiratete Hilkenbach, hielt die Erinnerung an die verlorene Heimat in mehreren Sachbüchern fest.  Die Familie fand eine neue Heimat in Lübeck, wo Eckhard Maronn zunächst das Katharineum zu Lübeck besuchte. Sein letztes Schuljahr bis zum Abitur 1956 verbrachte er auf der Lauenburgischen Gelehrtenschule in Ratzeburg.
Ab 1957 studierte er Kontrabass in Berlin und Hamburg und spielte in klassischen und Jazz-Orchestern. 1958 war er 1. Preisträger beim Amateur-Jazz-Festival in Düsseldorf. Anfang der 1960er Jahre studierte er Musikwissenschaft und Tontechnik. 1964 wurde er an er Universität Köln mit einer tontechnischen Dissertation zum Dr. phil. promoviert.
Ab April 1965 wirkte er als Tonmeister an der Hamburger Staatsoper. Als Regisseur der Tontechnik war er an vielen modernen Opern-Aufführungen unter Rolf Liebermann beteiligt. 35 Jahre lang  leitete er das Studio für auditive und visuelle Kommunikation der Hochschule für Musik und Theater Hamburg, an der er auch Akustik, Instrumentenkunde und Musikwissenschaft lehrte. 1967 führte ihn ein Gastsemester an die Illinois State University. Von 1994 bis 2001 war er Lehrbeauftragter für Akustik an der Universität Rostock.

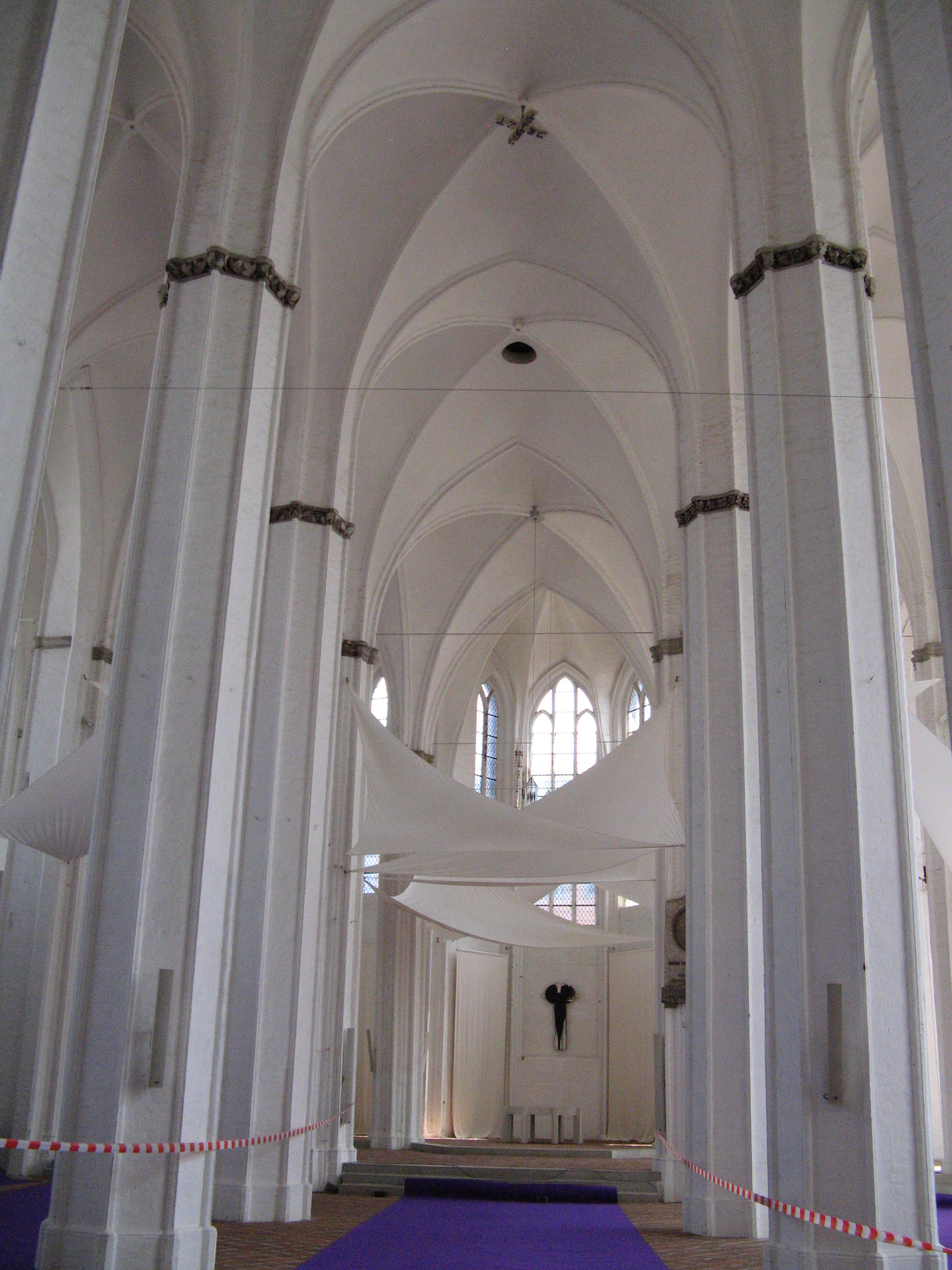
St. Petri Lübeck mit Akustiksegeln

Schon seit 1966 betrieb Maronn ein Beratungsbüro für die Akustik in Versammlungsstätten. Er beriet zahlreiche Kirchen bei der Verbesserung ihrer Akustik, darunter auch die Petrikirche (Lübeck) und begutachtete alle Spielorte des Schleswig-Holstein Musik Festivals und der Festspiele Mecklenburg-Vorpommern.
In seiner Freizeit war Maronn ein begeisterter Sanierer von Herrenhäusern, zuerst dem Gut Hasselburg, das er 1980 an Andreas E. Beurmann abgab. Es folgte das Herrenhaus Seedorf im Kreis Segeberg. Hier veranstaltete er zahlreiche Hauskonzerte – auch auf seinem Steinway-Flügel Modell B von 1893, der früher Wilhelm Furtwängler gehört hatte. Diesen Flügel verkaufte er 1999 an Andras Schiff.
2005 erwarb er den Gutshof Kamieniec (Kołbaskowo) (deutsch Schöningen) südlich von Stettin, der bis 1945 der Familie von Schlange (Hans Schlange-Schöningen) gehört hatte. Er restaurierte das lange vernachlässigte Herrenhaus und baute es zu einem deutsch-polnischen Kulturzentrum aus. Auch im Alter spielte er noch aushilfsweise Kontrabass im Orchester der Stettiner Oper.
Zu seinem 80. Geburtstag wurde er vom Rotary-Club Sczcecin International für sein Engagement für die deutsch-polnische Freundschaft geehrt.
Maronns erste Frau Veronika betrieb ein Konzertsekretariat. In zweiter Ehe war er verheiratet mit Michaela, geb. Fröhlich.

## Werke
- Untersuchungen zur Wahrnehmung sekundärer Tonqualitäten bei ganzzahligen Schwingungsverhältnissen. (= Kölner Beiträge zur Musikforschung 30) Regensburg: Bosse 1964, zugleich Köln, Phil. F., Diss. v. 13. März 1964